# Герой боевика
Action hero (рус. Герой действия или герой боевика) — главный протагонист произведений в жанре боевик, приключение, компьютерных игр жанра шутер и т. д.
Образ был удачно спародирован в фильме «Последний киногерой», а также во многих других произведениях, пародирующих штампы популярных боевиков и фильмов ужасов.